# 김정국 (1485년)
김정국(金正國, 1485년 ~ 1541년)은 조선중기의 문신이자 철학자, 성리학자, 서예가, 작가이다. 자는 국필(國弼), 호는 사재(思齋)와 팔여사가, 시호는 문목(文穆), 본관은 의성이다. 김굉필(金宏弼)의 문하에서 수학하다 1509년 별시문과에 급제하여 승지, 황해도관찰사로 재직 중 1519년 기묘사화(己卯士禍)에 연루되어 화를 당하였으나 그 뒤 복직하여 형조참판에 이르렀다.

## 생애
1509년 별시문과에 급제하여 승지, 황해도관찰사가 되었으나 1519년 기묘사화로 파직당해 고향에 칩거하며 저술과 후진교육에 전념하였다.
1537년 복관되어 전라감사가 되고 이후 병조참의, 공조참의, 형조참판 등을 지냈다.
일찍히 김굉필의 문하에서 수업해 시문이 당대에 뛰어났고 의서에도 조예가 깊었고 사후 좌찬성에 추증되었다. 문집에는 《사재집》, 저서에 《성리대전절요》, 《촌가구급방》, 《역대수수승통지도》, 《경민편》, 《기묘당적》 등이 있다. 후에 문목의 시호가 추서되었다.
묘소 《사제김정국묘역》은 경기도 파주시 진동면에 있다. 2003년 4월 21일 경기도의 문화재자료 제122호로 지정되었다.

## 기타
남곤, 김전, 김안국, 이언적 등과 함께 비교적 온건한 온건 사림파로 활동하였다.

## 저서
- 《사재집》
- 《성리대전절요》
- 《촌가구급방》
- 《역대수수승통지도》
- 《경민편》
- 《기묘당적》

## 같이 보기
- 김안국
- 김굉필
- 정여창
- 정광필
- 남곤
- 김전
- 조광조

## 참고 자료
- 김정국 - 한국학중앙연구원